# Macromitrium subapiculatum
Macromitrium subapiculatum är en bladmossart som beskrevs av Brotherus 1906. Macromitrium subapiculatum ingår i släktet Macromitrium och familjen Orthotrichaceae. Inga underarter finns listade i Catalogue of Life.